# فالماوث وكامبورن (دائرة انتخابية في المملكة المتحدة)
فالماوث وكامبورن  (بالإنجليزية: Falmouth and Camborne)‏ هي إحدى الدوائر الانتخابية في المملكة المتحدة الممثلة في مجلس العموم في برلمان المملكة المتحدة.
عضو البرلمان الذي يمثلها حالياً هو :Julia Goldsworthy (LD).
‌